# Guadalupe (Espanha)
Guadalupe é um município da Espanha na província de Cáceres,
comunidade autónoma da Estremadura, de área 68,2 km². Em 2021 tinha 1 822 habitantes (densidade: 26,7 hab./km²).
Distingue-se pelo casario histórico de origem medieval com vestígios renascentistas, ruas empedradas, arcadas, fontes, o seu Bairro de Cima e de Baixo.
Guadalupe foi crescendo à medida do seu santuário, que começou por ser uma ermida e guarda no seu interior exemplos de estilo gótico, mudéjar, renascentista, barroco e neoclássico (dos séculos XIII ao XVIII).
Em 2017 foi eleita a "melhor e mais bela aldeia de Espanha".

## Demografia
| Variação demográfica do município entre 1991 e 2004 | Variação demográfica do município entre 1991 e 2004 | Variação demográfica do município entre 1991 e 2004 | Variação demográfica do município entre 1991 e 2004 |
| --------------------------------------------------- | --------------------------------------------------- | --------------------------------------------------- | --------------------------------------------------- |
| 1991                                                | 1996                                                | 2001                                                | 2004                                                |
| 2507                                                | 2457                                                | 2288                                                | 2232                                                |

## Património
- Mosteiro Real de Santa Maria de Guadalupe, património da Humanidade da UNESCO desde 1993. É um templo mudéjar que foi testemunha de momentos históricos de Espanha, como audiência em que os Reis Católicos ofereceram as caravelas a Colombo.[3]
- Praça de Santa Maria
- Colégio de Infantes
- Igreja barroca da Santa Trindade
- Cinco arcos medievais nas suas duas muralhas.